# 德累斯顿美术学院

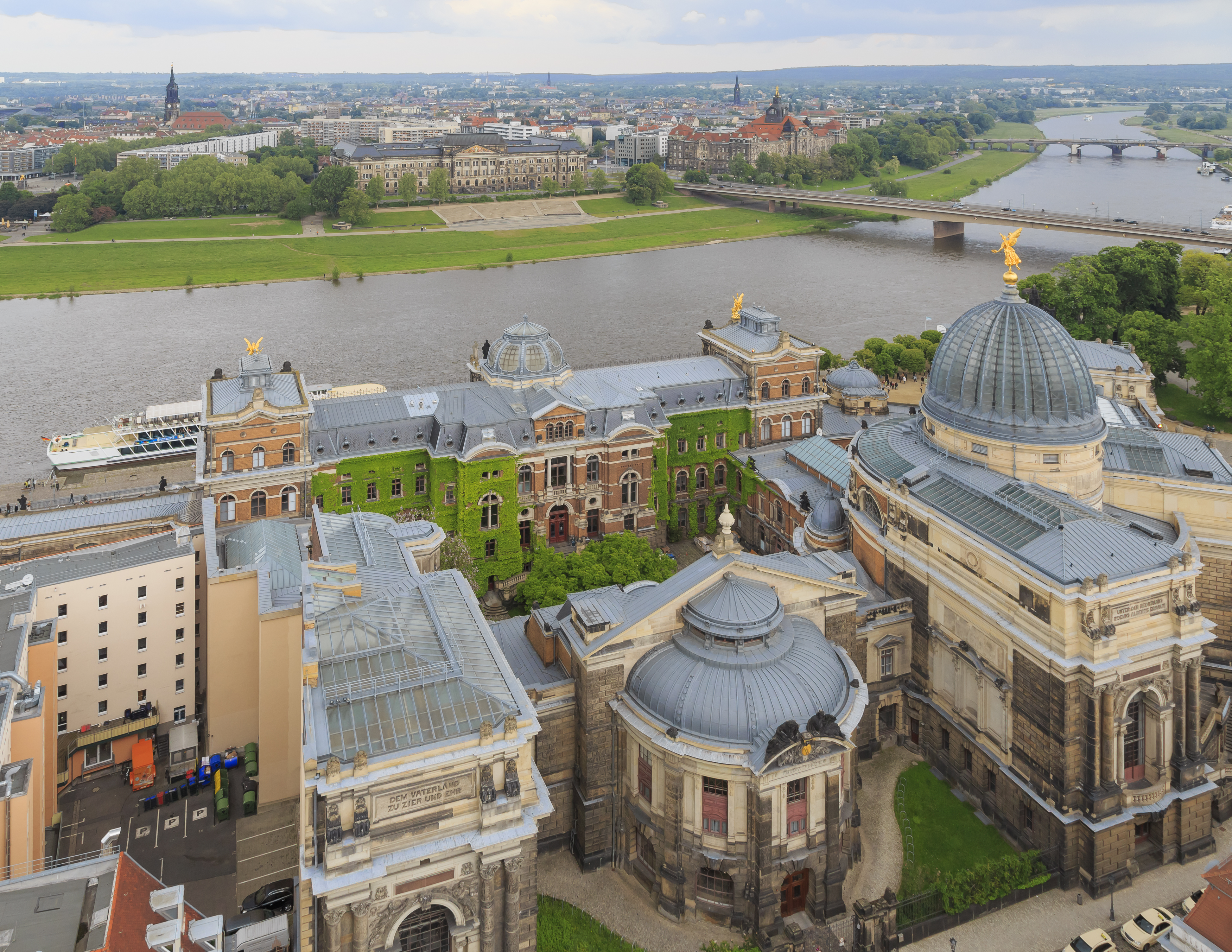
德累斯顿美术学院

德累斯顿美术学院是一所位于德国德累斯顿的視覺藝術职业大学。二战后，始创于1764年的名艺术学院德累斯顿艺术学院和另一所德累斯顿当地的美术学院德累斯顿应用艺术学院合并，成立了如今的德累斯顿美术学院。